# Talang Kebun
Talang Kebun is een bestuurslaag in het regentschap Seluma van de provincie Bengkulu, Indonesië. Talang Kebun telt 531 inwoners (volkstelling 2010).